# Microdytes pasiricus
Microdytes pasiricus (лат.) — вид жуков-плавунцов рода Microdytes из подсемейства Hydroporinae (Dytiscidae). Длина около 2 мм. Юго-Восточная Азия: Таиланд (Чианграй, Чиангмай и Пхетчабун); Филиппины (Бусуанга, Лусон, Миндоро, Палаван); Сингапур; Индонезия (Ява).

## Описание
Жуки мелких размеров; длина овального тела менее 2 мм (1,40—1,60 мм). От близких видов отличаются следующими признаками: надкрылья преимущественно желтовато-коричневые; наличник округлый и тонко окаймленный; тело ромбовидной формы; пронотум преимущественно желтовато-коричневый; задние тазики самца без волосков. Надкрылья без постмедиального пятна около шва. Пронотум без поперечной полосы. На задних тазиках грубые пунктуры. Надкрылья без вдавления на латеральной стороне.